# Václav Nelhýbel
Václav Nelhýbel (Polanka nad Odrou, 24 september 1919 – Scranton (Pennsylvania), 22 maart 1996) was een Amerikaans componist, musicoloog en dirigent van Tsjechische herkomst.

## Levensloop
Václav Nelhýbel studeerde van 1938 tot 1942 compositie en orkestdirectie aan het conservatorium te Praag en muziekwetenschap aan de Karls-Universiteit te Praag alsook aan de Universiteit te Fribourg (Zwitserland). Vervolgens was hij professor aan de University of Scranton in de Verenigde Staten van Amerika.
Naar de Tweede Wereldoorlog was hij componist bij de Zwitserse omroep (DRS) en studeerde hij aan de Universiteit van Fribourg (Zwitserland). In 1950 werd hij eerste directeur van Radio Free Europe in München en dit bleef hij tot hij in 1957 naar de Verenigde Staten ging.
Daar woonde hij allereerst in New York. Daarna ging hij naar Ridgefield en later naar Newton (Connecticut), om zich in 1994 in de regio Scranton in Pennsylvania te vestigen. In 1962 werd hij Amerikaans staatsburger.
Zijn oeuvre omvat ongeveer 600 werken, waarvan ca. 400 werken werden gedrukt. Hij kreeg meerdere prijzen en onderscheidingen voor zijn composities, o.a. in 1954 de prijs van het International Music and Dance Festival" te Kopenhagen, voor zijn ballet In the Shadow of the Limetree. Verder een eerste prijs van de 'Ravitch Foundation in New York voor zijn opera A Legend en in 1978 werd hij onderscheiden met de Award from the Academy of Wind and Percussion Arts. Maar liefst door vier Amerikaanse universiteiten werd hij onderscheiden als eredoctor.

## Composities

### Werken voor orkest
- 1964 Etude symphonique
- 1966 Passacaglia for Orchestra and Solo Piano
- 1967 Dies ultima for Orchestra, SATB Chorus, SATB Soli, Narrator, Speaking Chorus and Jazz Band
- 1967 Music for Orchestra
- 1968 Movement for Orchestra
- 1972 A mighty fortress
- 1973 Polyphonies
- 1974 Aegean Modes
- 1976 Finale
- 1977 Concerto spirituoso No. 4 for Orchestra, String Quartet and Solo Voice
- 1976 Slavonic Tryptich
- 1979 Lincoln Scene
- 1980 Six Fables for all time for Orchestra, SATB Chorus and Narrator
- 1981 Overture for Orchestra
- 1985 New Orleans Concerto
- Cantique des cantiques for Orchestra, Soprano Solo, Harp and Piano
- Cantus Concertante for Orchestra, Violin, Viola, Cello Soli and Soprano Solo
- Canzona e Toccata feroce
- Christmas in Bohemia for Mixed Choir and Orchestra
- Concerto spirituoso No. 5 for Orchestra, Saxophone Quartet and String Quartet
- Concerto for Clarinet and Orchestra
- Concerto for Double Bass and Orchestra
- Concerto for Guitar and Chamber Orchestra
- Concerto for Trombone and Orchestra
- Concerto for Viola and Orchestra
- Concertino for Chamber Orchestra and Piano
- Divertimento for Brass Qunitet and Orchestra
- Fantasia Concertante
- Fantasy on America for Festival Orchestra, Solo Violin and Youth Solo Section
- Four Australian Songs for Orchestra and (SA) Chorus
- Four readings from Marlow's "Dr. Faustus" for Orchestra (or Piano) and Male Solo Voice
- Graffiti Pompeiani for Orchestra, SSATTBB Soli and Piano
- Houston Concerto
- Jesu meine Freude
- Kindermarch
- Let there be Music for Orchestra, SATB Chorus, Baritone Voice Solo, Piano, Bass Guitar and Electric Guitar
- Music for Woodwind Quintet and Orchestra
- Praise the Lord for Orchestra, SATB Chorus, SATB Soli and Piano
- Rhapsody for Saxophone and Orchestra
- Rhapsody in D for Orchestra, String Quartet and Piano
- Sine Nomine for SATB Chorus, SATB Soloists, Orchestra and Band
- Sinfonie contra Plagam for Orchestra and SATB Chorus
- Sinfonietta Concertante
- Three Modes for Orchestra for Orchestra and Piano
- Two Movements for Chamber Orchestra

### Werken voor harmonieorkest
- 1965 Chorale
- 1965 Symphonic Requiem, voor bas-bariton solo en harmonieorkest
- 1965 Trittico
  1. Allegro maestoso
  2. Adagio
  3. Allegro marcato
- 1966 Adagio and Allegro
- 1966 Andante and Toccata
- 1966 Appassionato
- 1966 Estampie, voor antifonaal koperensemble (2 trompetten, 2 trombones) en harmonieorkest
- 1966 Prelude and Fugue
- 1966 Symphonic Movement
- 1967 Caucasian Passacaglia
- 1967 Ceremonial Music, voor antifonale trompet en harmonieorkest
- 1967 Suite Concertante
  1. Allegro
  2. Grave
  3. Allegro con bravura
  4. Adagio
  5. Andante moderato
- 1967 Three Revolutionary Marches
- 1968 Festivo
- 1969 Marcia Dorica
- 1969 Suite from Bohemia
- 1970 Two Symphonic Movements
- 1970 Cantata Pacis, voor sopraan, alt, tenor, bas, gemengd koor, harmonieorkest, piano-celesta, orgel en slagwerk
- 1971 Yymaha Concerto
- 1971 Hymn of Hope, voor gemengd koor en harmonieorkest
- 1972 Alaska Scherzo
- 1972 Antiphonale, voor kopersextet (3 trompetten, 3 trombones) en harmonieorkest
- 1972 High Plains
- 1972 Introit, voor buisklokken solo en harmonieorkest
- 1973 Concert Piece, voor solo instrument (alt-, tenor- of baritonsaxofoon; of trompet; of trombone; of bariton; of tuba) en harmonieorkest
- 1973 Organum, voor antifonaal koperensemble (2 trompetten, 2 trombones) en harmonieorkest
- 1974 Czech Suite
- 1974 Dixie Parade
- 1974 Halleluiah, voor gemengd koor en harmonieorkest
- 1974 Russian Chant and Dance
- 1975 Fugue to the Mountains
- 1975 Praise to the Lord, voor antifonale trompetten en harmonieorkest
- 1976 Ballad
- 1976 Ca Ira, (Lied uit de Franse Revolutie)
- 1976 Corsican Litany
- 1976 Crusaders
- 1976 Dialogues, voor piano solo en harmonieorkest
- 1976 Evening Song
- 1976 Fanfares (Smetana-Nelhybel)
- 1976 Finale, gebaseerd op When Johnny Comes Marching Home; Glory, Glory Hallelujah; en America
- 1976 March in Counterpoint
- 1976 March to nowhere
- 1976 Parade
- 1976 Processional
- 1976 Religioso
- 1976 Valse Nostalgique
- 1977 Aegean Modes
- 1977 Lyircal March
- 1977 Yugoslav Dance
- 1979 Amen
- 1979 Ritual
- 1980 Battle Hymn of the Republic, voor gemengd koor en harmonieorkest
- 1981 Concerto Grosso, voor 2 of meer tuba's solo en harmonieorkest
- 1981 He's got the whole World in his Hands, voor gemengd koor en harmonieorkest
- 1981 Sinfonia Resurrectionis - Verplicht werk tijdens het 16e Wereld Muziek Concours Kerkrade in 2013 in de sectie harmonieorkesten, concertafdeling[1]
- 1981 Swing low, sweet Chariot, voor gemengd koor en harmonieorkest
- 1982 Concertante
- 1982 Fantasia, drie interpretaties van Prelude I van Johann Sebastian Bachs Das wohltemperierte Klavier
- 1982 French Suite
- 1982 Holiday in Germany
- 1983 Born to die
- 1983 Christmas in Poland
- 1983 Great is thy Faithfulness (Runyan-Nelhybel), voor gemengd koor en harmonieorkest
- 1984 Agon
- 1985 Overture for Band
- 1988 Christmas March
- 1988 Festove Adorations, gebaseerd op A Mighty Fortress, Jesu Priceless Treasure en Praise the Almighty
- 1989 Cantus
- 1992 Procession to the End of Time
- 1995 Concertato, voor tenortrombone, bastrombone en harmonieorkest
- 1996 Concerto, voor eufonium en harmonieorkest
- 1996 Prelude and Chorale, gebaseerd op een koraal uit de 12e eeuw Svaty Vaclave - voor solo-instrument en harmonieorkest
- 1996 Prayer and Thanksgiving
- 1996 Songs of Praise, gebaseerd op God of our Fathers; Holy, Holy, Holy; Onward Christian Soldiers
- 1996 Star Spangled Banner
- Agape, voor solisten, gemengd koor en harmonieorkest
- Agitato e Marcia
- Amen for Everyman, voor sopraan, bas solo, gemengd koor jazz-ensemble, orgel en harmonieorkest
- America sings, voor gemengd koor en harmonieorkest
- Benny Havens
- Canticum, voor gemengd koor en harmonieorkest
- Ceremony for Band
- Chorale Variations
- Chronos, voor gitaar, piano en harmonieorkest
  1. Grave - Adagio
  2. Toccata feroce
- Concerto, voor bastrombone en harmonieorkest
- Concerto, voor klarinet (of: saxofoon) en harmonieorkest
- Concerto, voor hoorn (of tuba) en blaasensemble (piccolo, 2 dwarsfluiten, hobo, althobo, 2 fagotten, 2 klarinetten, harp, contrabas, 2 trompetten, trombone, vibrafoon, xylofoon, glockenspiel, buisklokken
- Cornerstone for a new Moon, voor sopraan, alt, tenor, bas, piano, orgel en harmonieorkest
- Dance of the dead Souls
- De Profundis, concert voor trompet en harmonieorkest
- Divertimento for Band
- Drake Suite
- Epitaph
- Espressivo
- Five and a half Songs, voor tenor, bas, gemengd koor, 12 houtblazers, 5 koperblazers, 2 slagwerkers, toetseninstrument
- Golden Concerto, voor trompet, 16 blazers en slagwerk
- Hymn of hope, voor gemengd koor en harmonieorkest
- Jesu, Priceless Treasure (Bach-Nelhybel) voor gemengd koor en harmonieorkest
- La danse des fauves, voor klarinet, hobo (ook althobo), fagot en harmonieorkest
- Lento for Band
- Liturgy, voor zangstem en harmonieorkest
- Monolith
- Musical Offering gebaseerd op drie koralen van Johann Sebastian Bach: Jesu Priceless Treasure, Morning Star, Oh Sacred Head Now Wounded (Bach-Nelhybel)
- Ostinato
- Pentecost Concerto, voor klarinet en harmonieorkest
- Rhapsody in C, voor piano solo en harmonieorkest
- Sand-Silence-Solitude
- Sine Nomine, voor sopraan, alt, tenor, bas, gemengd koor, orkest en harmonieorkest
- The Silence, voor sopraan en harmonieorkest
- Te Deum, voor sopraan, alt, tenor, bas, gemengd koor, orgel, 3 trompetten, 3 trombones, tuba en pauken
- Toccata (Cernohorsky-Nelhybel), voor orgel en harmonieorkest - Een arrangement van de Toccata van Bohuslav Matej Cernohorsky (1684-1742)
- Toccata feroce, voor piano solo en harmonieorkest
- Toccata in D
- Toccata in D (Flat)
- Toccata in E
- Variations on "Es ist genug"
- Yamaha Concerto

### Solo's met begeleiding
- 1966 Suite for Trumpet and Piano

### Muziektheater

#### Opera's
| Voltooid in | titel       | aktes | première                                                                 | libretto                              |
| ----------- | ----------- | ----- | ------------------------------------------------------------------------ | ------------------------------------- |
| 1954        | A Legend    |       | 1954, New York                                                           | Bill Geib]                            |
| 1974        | Everyman    |       | 30 oktober 1974, Memphis Southwest Missouri State University Opera House | gebaseerd op een middeleeuwse moritat |
| 1978        | The Station |       | 1979, Lowell, Universiteit van Massachusetts (UMass)                     | van de componist                      |
|             | King Lear   |       |                                                                          | William Shakespeare's "King Lear"     |

#### Balletten
| Voltooid in | titel                         | aktes | première | libretto | choreografie |
| ----------- | ----------------------------- | ----- | -------- | -------- | ------------ |
| 1954        | In the Shadow of the Limetree |       |          |          |              |

### Werken voor orgel
- Concerto No. 1, voor orgel en orkest (zonder houtblazers)
- Concerto No. 2, voor orgel en orkest (zonder houtblazers)
- Concerto No. 3, voor piccolotrompet, pauken en orgel

### Werken voor koor
- 1966 Caroli Antiqui Varii SSATTBB Chorus - 7 traditional Christmas songs
  1. Quem vidistis
  2. Lully lulla
  3. Qui creavit caelum
  4. Celebrons
  5. O Jesu Christ
  6. Es kommt ein Schiff geladen
  7. Puer natus in Bethlehem
- 1966 Epitaph for a Soldier SATB Chorus and SA Soloists - text by Walt Whitman from Leaves of Grass
- 1966 The Wife of Usher's well SATB Chorus
- 1967 Four Ballads - (The Gallows -Tree) SSATBB Chorus and SBB Soloists
- 1967 Four Ballads - (Come, O My Love) TBB Chorus
- 1967 Four Ballads - (Peter Gray) SSA Chorus
- 1967 Four Ballads - (The Devil and the Farmer's Wife) SSATBB Chorus
- 1971 Let my People go SATB Chorus and SATB Soloists
- 1972 The Lord shall raise me up SATB Chorus
- 1973 Gift of Love SA Chorus
- 1977 Psalm 150 (Praise Him with the Timbrel) Four-Part Chorus of Mixed Voices
- 1979 Adoratio 6 Sopranos, 5 Altos, 5 Tenors, 5 Basses (or larger Chorus) - Text from the Second Book of Solomon's Song of Songs
- 1980 Orange and blue SATB Chorus
- 1981 All through the Night SSA Chorus
- 1981 Katy Cruel SSA Chorus
- Banana Three and other Songs SATB Chorus